# Francesc Dinarès i Trullàs
Francesc Dinarès i Trullàs (Olesa de Montserrat, 23 de febrer de 1715 - Sabadell, juliol de 1789) fou un paraire català, propietari de terres a la Creu Alta.

## Biografia
El 1768, Dinarès, juntament amb el seu fill –també de nom Francesc–, comprà a la Creu Alta les terres de Joan Torrella –el qual les havia heretades del seu pare, Francesc Torrella, que havia tingut molts plets amb la vila de Sabadell, a causa de l'hostal de la Creu Alta)–. El 1772, Francesc Dinarès va establir set parcel·les de terra en el tram del camí de Manresa que posteriorment seria el carrer Major i les va vendre a compradors de Sant Julià d'Altura amb la condició que hi bastissin casa abans de cinc anys. Així naixia el poble de la Creu Alta.
El 1925 Sabadell li dedicà un carrer a la Creu Alta.